# 中国驻哥打基纳巴卢总领事馆
中华人民共和国驻哥打基纳巴卢总领事馆（英語：Consulate-General of the People's Republic of China in Kota Kinabalu），简称中国驻哥打基纳巴卢总领事馆，是中华人民共和国派驻马来西亚沙巴亚庇的最高级别外交机构。领区包括沙巴和纳闽。